# Louis Méténier
Louis Méténier (Verneix (Allier), 13 juillet 1844 - Gannat, 10 mai 1922) est un potier et céramiste français installé à Gannat (Allier). Son fils Gilbert Méténier, né à Moulins le 30 septembre 1876, lui succéda en 1920 et assura la renommée des grès d'art Méténier.

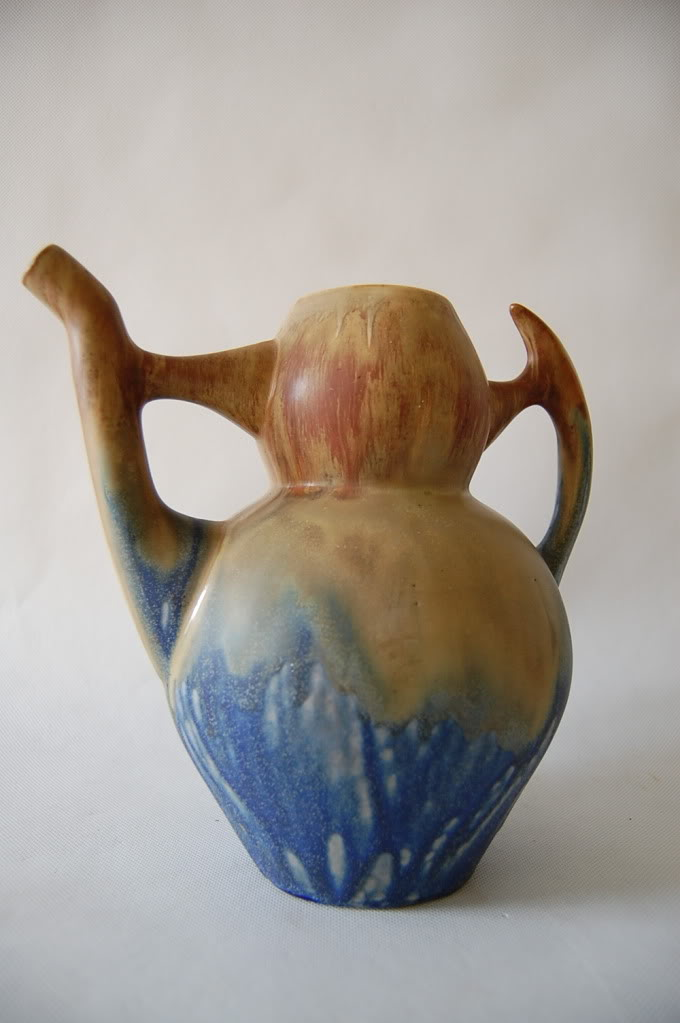
Pichet en grès flammé, Gilbert Méténier

## La fabrique de grès d'art Méténier à Gannat
Vers 1916, Louis Méténier créa la première usine de grès dans une ancienne tuilerie possédant une grande cheminée au lieu-dit Le Mouchet, rue de l'Égalité, puis dans le chemin du Pont-des-Capucins, rue de l'Abattoir. Dotée au départ d'un seul four, la fabrique se développa et s'équipa ensuite d'un second.
On voit encore à Gannat la maison patronale, "fort belle et très vaste" au quartier des Capucins ; elle voisinait alors avec des bureaux, un laboratoire et un pavillon en fond de cour qui servait de lieu de vente pour les objets importants.
De 1928 à 1940, l'atelier comptait 11 à 13 ouvriers des deux sexes. Le kaolin nécessaire à la fabrication des grès provenait du gisement de Beauvoir à Échassières. L'émaillage des pièces, effectué principalement au pinceau, nécessitait des poudres chimiques fournies par les usines Rhône-Poulenc. Selon le témoignage d'une employée de l'usine Méténier de 1928 à 1939, les pièces de premier choix, signées en creux, comportent deux signatures différentes, celle de Gilbert ou celle de son épouse « qui essayait d'imiter la signature de son mari ».
Les fours étaient chauffés au bois de chêne provenant de la forêt des Colettes, sur les communes de Bellenaves, Échassières et Coutansouze, transporté par chemin de fer et entreposé auprès des fours afin de sécher plus rapidement. Gilbert Métenier achetait aussi du bois de la forêt de Brugheas, acheminé par camions.
Aucun catalogue de la production à la fois utilitaire et décorative n'est connu ; les clients recevaient et les représentants présentaient des croquis ou des photographies – dues au photographe local Jules Faucheux – de pièces séparées ou en groupe, surtout destinées à des cadeaux de mariage. Les représentants avaient également à leur disposition des échantillons miniatures de modèles de vases pour montrer l'engobe et les couleurs disponibles.
Les grès d'art produits par Gilbert Méténier utilisaient largement les techniques de l'irisation et des cristallisations (émaux cristallins) pour le décor des surfaces.
Les expéditions se faisaient vers les grands magasins (Le Bon Marché, le Printemps, la Samaritaine, Les Dames de France), les lieux de tourisme (Côte d'Azur), de pèlerinage, les stations balnéaires et thermales (Châteauneuf-les-Bains et surtout Vichy, avec un important magasin rue de Montaret). Des pièces de second choix étaient vendues dans un magasin, place de l'Église à Gannat. Il y avait aussi des dépôts à l'étranger, notamment à La Chaux-de-Fonds (Suisse), d'où la présence sur place d'une collection de pièces de grand format.
L'activité se poursuivit jusqu'en 1940, époque à laquelle Gilbert Méténier aurait détruit tous les moules « afin qu'ils ne tombent pas aux mains de l'occupant » ; il partit ensuite vivre à Saint-Raphaël, où il décède le 22 février 1957.

## Le marché

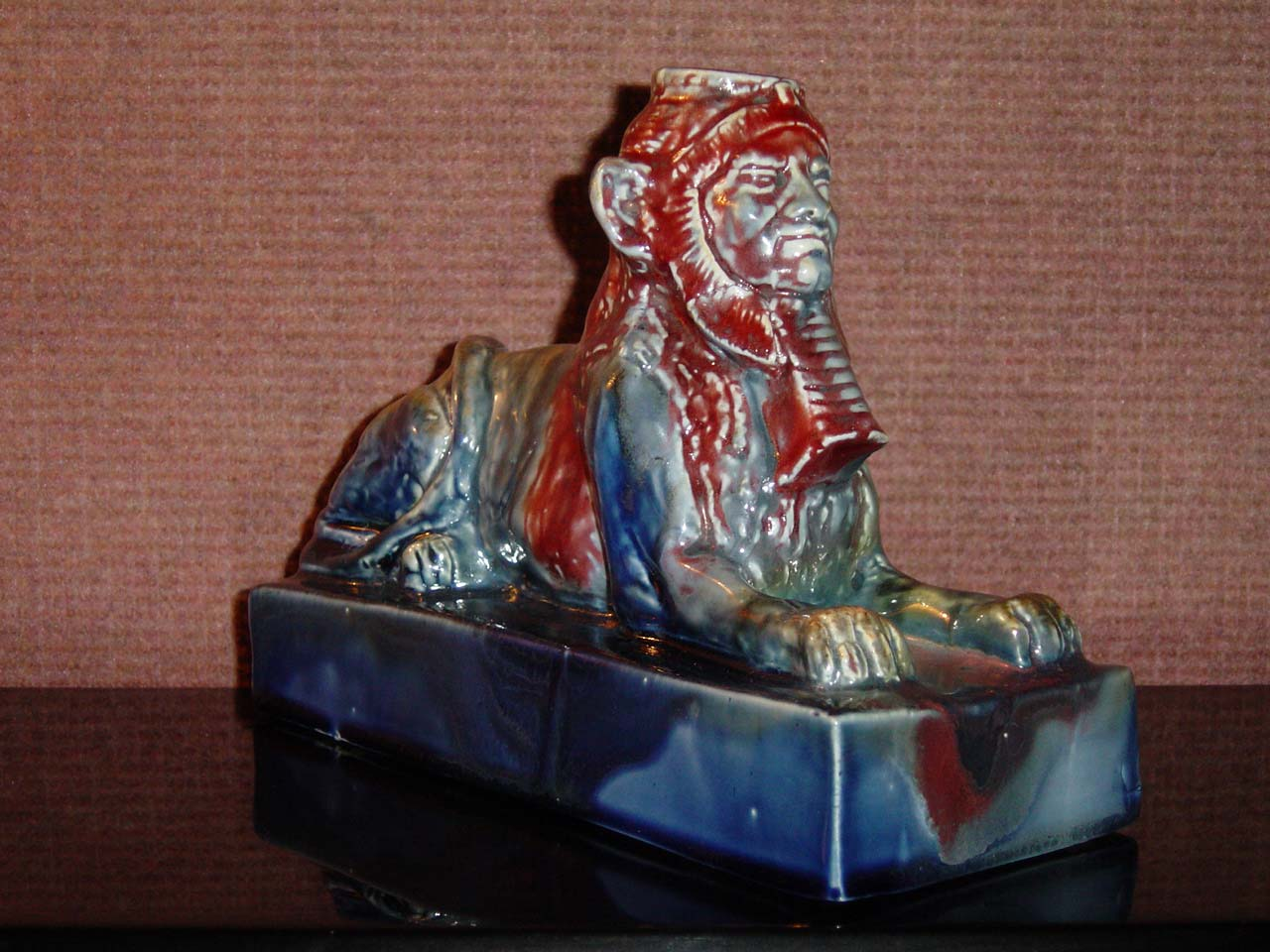

- 16 pièces présentées par Me Pescheteau-Badin-Ferrien à Paris/Drouot-Richelieu, le 5 décembre 1989 ;
- 81 pièces par Me Laurent à Vichy, le 25 mars 1995 ;
- 66 pièces par Me Rouillac à Vendôme, le 16 février 1997 ;
- quelques pièces dans la vente de céramiques du XXe siècle de Camard et associés, le 19 mars 2007 à Paris/Drouot-Richelieu.

Les grès de Méténier, appelés parfois "bleus de Gannat", sont d'autant plus recherchés que leurs amateurs sont assurés de ne rencontrer que des pièces authentiques puisque, du fait de la destruction des moules et matrices, il n'est pas techniquement possible de réaliser des copies des pièces – produites en série mais finies à la main ? – créées par cette fabrique entre 1920 et 1939.

## Expositions
- Les années vingt en Bourbonnais : Méténier et l'art du grès flammé, musée de Chantelle (1998).
- Le grès d'art Méténier, musée Yves-Machelon de Gannat (14 juin-15 septembre 2003) : présentation de cent pièces issues de trois collections privées.